# Lowndes County (Alabama)
Lowndes County is een county in de Amerikaanse staat Alabama.
De county heeft een landoppervlakte van 1.859 km² en telt 13.473 inwoners (volkstelling 2000). De hoofdplaats is Hayneville.

## Bevolkingsontwikkeling

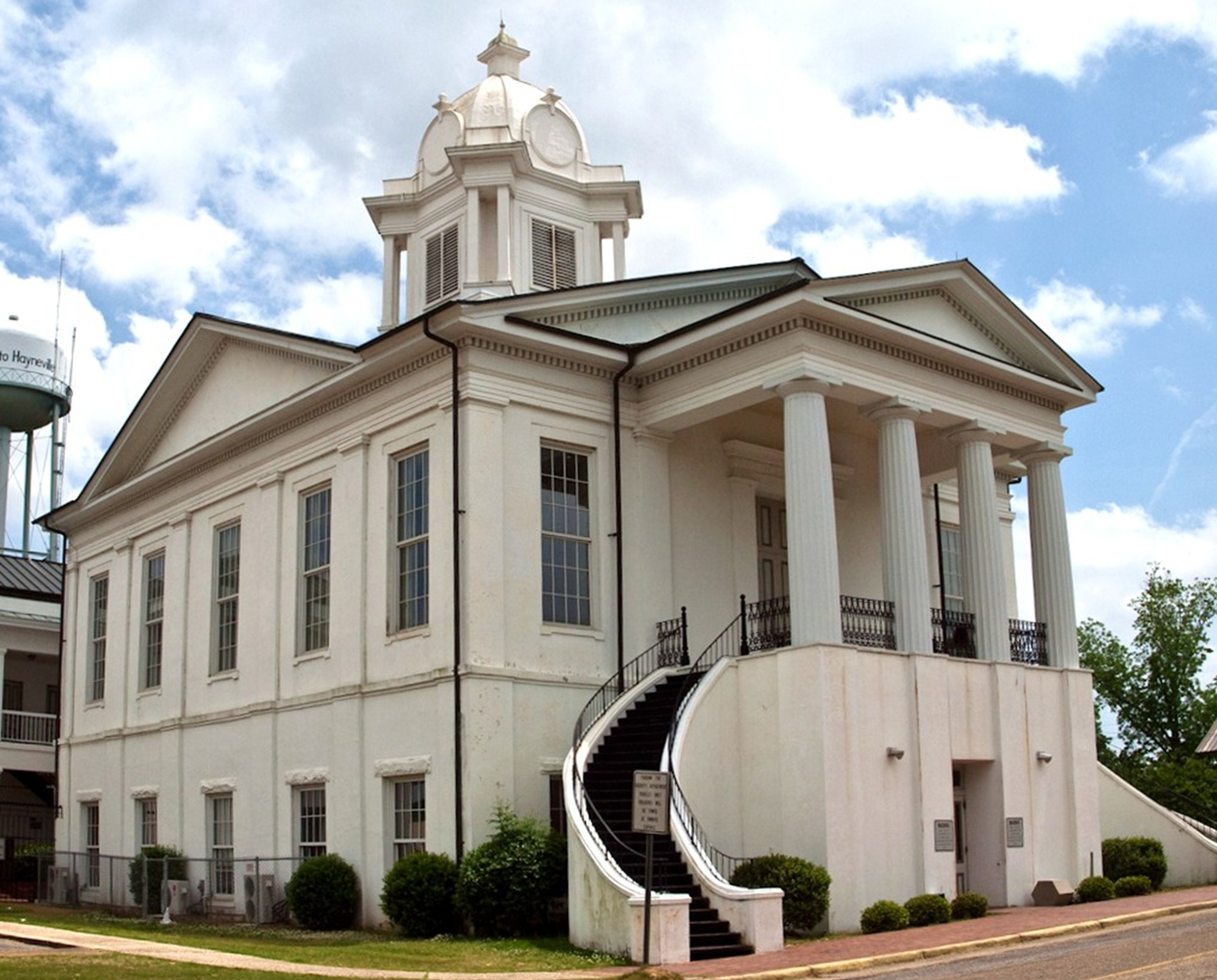
Lowndes County Courthouse